# Блужа (посёлок)
Блужа (бел. Блу́жа) — посёлок в Пуховичском районе Минской области Республики Беларусь. В составе Блужского сельсовета.

## География
Расположен в 10 км на юго-восток от Марьиной Горки, 64 км от Минска, около железнодорожного остановочного пункта Майский.

### Гидрография
На реке Синявка.

## История
В начале XX века имение в Пуховичской волости Игуменского уезда Минской губернии.
С конца февраля 1918 года территория оккупирована войсками Германской империи. 25 марта 1918 года согласно Третьей Уставной грамоте провозглашалась частью Белорусской Народной Республики. В декабре 1918 года занята Красной Армией, с 1 января 1919 года в соответствии с постановлением I съезда КП(б) Беларуси она вошла в состав Советской Белоруссии, с 27 февраля 1919 года — в ЛитБел ССР. Во время польско-советской войны в августе 1919 — июле 1920 годов под оккупацией Польши (Минский округ ГУУЗ).
С 31 июля 1920 года в Белорусской ССР. Имущество национализировано. В 1926 году посёлок в Блужском сельсовете Пуховичского района Минского округа (до 26 июля 1930). С 20 февраля 1938 года в Минской области.
Во Вторую мировую войну с конца июня 1941 года до 3 июля 1944 года деревня под оккупацией Германии.

## Население

### Численность
- 2010 год — 8 хозяйств, 12 жителей

### Динамика
- Начало XX в. — 1 двор, 38 жителей
- 1909 год — 1 двор, 161 житель[2]
- 1926 год — 14 дворов, 75 жителей
- 2002 год — 6 дворов, 23 жителя
- 2007 год — 7 дворов, 10 жителей
- 2009 год — 18 жителей (перепись населения)[2]
- 2010 год — 8 хозяйств, 12 жителей